# Rutkowo (Piecki)
Rutkowo (deutsch Schönruttkowen, 1938 bis 1945 Schönrauten) ist ein Ort in der polnischen Woiwodschaft Ermland-Masuren und gehört zur Landgemeinde Piecki (deutsch Peitschendorf) im Powiat Mrągowski (Kreis Sensburg).

## Geographische Lage
Rutkowo liegt südlich des Langendorfer Sees (polnisch Jezioro Dłużec) in der südlichen Mitte der Woiwodschaft Ermland-Masuren, 14 Kilometer südwestlich der Kreisstadt Mrągowo (deutsch Sensburg).

## Geschichte
Das seinerzeit Schön Rutkowen, nach 1905 Schönrutkowen und bis 1938 Schönruttkowen genannte Gutsdorf wurde 1822 gegründet und bestand ursprünglich aus einem mittleren und einem kleinen Hof. Bis 1945 war es ein Wohnplatz innerhalb der Landgemeinde Borowen (1938 bis 1945 Prausken, polnisch Borowe) im Kreis Sensburg im Regierungsbezirk Gumbinnen (ab 1905: Regierungsbezirk Allenstein) in der preußischen Provinz Ostpreußen. Im Jahre 1905 zählte Schönruttkowen 51 Einwohner. Am 3. Juni (amtlich bestätigt am 16. Juli) 1938 wurde das Dorf aus politisch-ideologischen Gründen der Abwehr fremdländisch klingender Ortsnamen in „Schönrauten“ umbenannt.
In Kriegsfolge kam der Ort 1945 mit dem gesamten südlichen Ostpreußen zu Polen und erhielt die polnische Namensform „Rutkowo“. Heute ist er eine Ortschaft im Verbund der Landgemeinde Piecki (Peitschendorf) im Powiat Mrągowski (Kreis Sensburg), bis 1998 der Woiwodschaft Olsztyn, seither der Woiwodschaft Ermland-Masuren zugeordnet.

## Kirche
Bis 1945 war Schönruttkowen resp. Schönrauten in die evangelische Kirche Ribben (polnisch Rybno) in der Kirchenprovinz Ostpreußen der Kirche der Altpreußischen Union sowie in die katholische St.-Adalbert-Kirche Sensburg im damaligen Bistum Ermland eingepfarrt. Heute gehört Rutkowo zur evangelischen Kirchengemeinde Nawiady (Aweyden), einer Filialgemeinde der Pfarrei Mrągowo in der Diözese Masuren der Evangelisch-Augsburgischen Kirche in Polen, außerdem zur katholischen Kirche in Dłużec (Langendorf), einer Filialkirche der Pfarrei Grabowo (Grabowen, 1938 bis 1945 Grabenhof) im jetzigen Erzbistum Ermland in der polnischen katholischen Kirche.

## Verkehr
Rutkowo liegt an einer Nebenstraße, die Dłużec (Langendorf) mit Głogno (Glognau) verbindet. Eine Bahnanbindung besteht nicht.